# 尼古拉擬白魚
尼古拉擬白魚（学名：Alburnoides nicolausi）為輻鰭魚綱鯉形目雅羅魚科擬白魚屬的其中一種，分布於亞洲伊朗淡水流域，體長可達7.5公分，棲息在底中層水域，生活習性不明。

## 扩展阅读
維基物種上的相關：尼古拉擬白魚